# ديفيد بروتون
ديفيد بروتون (بالإنجليزية: David Prutton)‏ (12 سبتمبر 1981 بكينغستون أبون هال في المملكة المتحدة - ) هو لاعب كرة قدم بريطاني في مركز الوسط. شارك مع منتخب إنجلترا تحت 21 سنة لكرة القدم. أما مع النوادي، فقد لعب مع سكونثورب يونايتد وسويندون تاون وشيفيلد وينزداي وكوفنتري سيتي وكولتشستر يونايتد وليدز يونايتد ونادي ساوثهامبتون ونوتينغهام فورست.

## وصلات خارجية
- ديفيد بروتون على موقع قاعدة بيانات كرة القدم.إي يو (الإنجليزية)
- ديفيد بروتون على موقع Soccerbase.com (لاعب) (الإنجليزية)
- ديفيد بروتون على موقع عالم كرة القدم.نت (الإنجليزية)